# Cleo Balbo
Cleo Balbo (ur. 13 kwietnia 1919 w Turynie, zm. 19 maja 1984 tamże) – włoska florecistka i lekkoatletka, brązowa medalistka mistrzostw świata.
Podczas mistrzostw świata w Lizbonie w 1947 roku Włoszki w składzie: Cleo Balbo, Velleda Cesari, Elena Libera, Alberta Lorenzoni i Silvia Strukel zdobyły brąz w zawodach drużynowych. Był to jej jedyny medal wywalczony w zawodach tego cyklu.
Uprawiała także lekkoatletykę, specjalizując się w biegach średniodystansowych. W latach 1938 i 1939 była mistrzynią kraju w biegu na 800 m, ustanawiając jednocześnie rekord Włoch. Jej nazwiskiem nazwano ulicę w Trofarello.
Nigdy nie wzięła udziału w igrzyskach olimpijskich.